# Saalumarada Thimmakka
Saalumarada Thimmakka (em canarês:  ಸಾಲುಮರದ ತಿಮ್ಮಕ್ಕ) é uma ambientalista indiana centenária do estado de Karnataka, reconhecida por seu trabalho de plantar e cuidar de 384 árvores banyan (ou figueira-de-bengala, a árvore nacional da Índia) ao longo de um trecho de quatro quilômetros de estrada entre Hulikal e Kudur, no sul do país. Por seu trabalho, recebeu o National Citizen's Award of India.
Uma organização ambientalista americana baseada em Los Angeles eOakland, Califórnia chamada Thimmakka's Resources for Environmental Education é inspirada em seu trabalho.
Ela foi escolhida uma das 100 Mulheres destacadas do ano de 2016 pela BBC.

## Prêmios
- Nadoja Award, Hampi University- 2010
- National Citizen's award - 1995
- Indira Priyadarshini Vrikshamitra Awards - 1997 (Vrikshamitra="amigo das árvores")
- Veerachakra Prashasthi Award - 1997
- Honour Certificate from the Women and Child Welfare Department, Karnataka
- Certificate of Appreciation, Indian Institute of Wood Science and Technology, Bangalore.
- Karnataka Kalpavalli Award - 2000
- Godfrey Phillips Bravery Award - 2006.[6]
- Vishalakshi Award, Art of Living Organisation
- Vishwathma Award, Hoovinahole Foundation -2015